# استان امتوارا

موقعیت استان امتوارا در کشور تانزانیا

امتوارا یکی از استانهای کشور تانزانیا می‌باشد که از مدتها پیش تا به امروز در حال توسعه می‌باشد. شهر مرکزی این استان امتوارا نام دارد.
این استان از سمت جنوب با کشور موزامبیک هم‌مرز می‌باشد که از این رو یکی از استانهای مرزی کشور تانزانیا نیز محسوب می‌شود. رود روووما مرز این استان با کشور موزامبیک را تشکیل می‌دهد.
این استان از سمت غرب با استان روووما و از سمت شمال با استان لیندی و از سمت شرق با اقیانوس هند همسایه می‌باشد.
بر پایه نتایج سرشماری عمومی نفوس و مسکن که در سال ۲۰۰۲ توسط دولت تانزانیا انجام شد جمعیت این استان بالغ بر ۱٬۱۲۸٬۵۲۳ نفر اعلام شده‌است.
کمیسیونر منطقه‌ای این استان آقای شکیفو می‌باشد.

## شهرستانها
استان امتوارا به لحاظ اداری و مدیریتی به شش  شهرستان تقسیم شده‌است. شهرستانهای:
- شهرستان لولیندی
- شهرستان ماساسی
- شهرستان امتوارای روستایی
- شهرستان امتوارای شهری
- شهرستان نیوالا
- شهرستان تانداهیمبا